# Rudolf magyar király
Ausztriai Rudolf (németül: Rudolf von Österreich; Bécs, Osztrák Főhercegség, 1552. július 18. – Prága, Cseh Királyság, 1612. január 20.), osztrák uralkodó főherceg, 1576-tól német-római császár és német király II. Rudolf néven 1612-es haláláig, valamint cseh király 1611-ig és magyar király I. Rudolf néven 1608-as trónfosztásáig. A Habsburg-ház osztrák ágának tagja.
Rudolf volt II. Miksa német-római császár és Spanyolországi Anna császárné legidősebb fiúgyermeke. Gyermekkorát anyai nagybátyja, II. Fülöp spanyol király udvarában töltötte, ahová édesanyja azért küldte, hogy apja vallási toleranciájával szemben hithű római katolikus neveltetésben részesüljön. Apja még életében előbb ifjabb magyar (1572), majd cseh (1575) és végül német (1575) királlyá koronáztatta. Miksa halálát követően a császári és az osztrák főhercegi címet is megkapta. Rudolf uralkodásának első másfél évtizede különösebb rendhagyó történések nélkül telt, központját a prágai várban rendezte be.
Az 1590-es évektől azonban viselkedése egyre ingatagabbá vált: jellemzőek lettek rá a dühkitörések, valamint a melankólia és világtól való elzárkózás. Birodalma tartományainak élére helytartóként jellemzően testvéreit nevezte ki, akik így nevében, helyette uralkodtak a dunai Habsburg Birodalomban. A 17. század elejére országa számos problémával nézett szembe: a katolikusok és protestánsok egyre fokozódó ellentéte, a cseh és morva rendek folyamatos elégedetlenkedése, a magyarok Bocskai István általi felkelése (1604–06), valamint az Oszmán Birodalom kérdése is. Családja végül öccsét, Mátyást nevezte ki a Habsburg-ház fejének, aki megfosztotta Rudolfot előbb a magyar (1608), majd a cseh királyi (1611) címétől, elvéve minden hatalmi pozíciót és uralkodói jogkört tőle.
Uralkodását jellemzően két oldalról közelíthetjük meg: egyfelől gyenge kezű és tehetetlen uralkodó volt, akinek a kormányzása alatt kialakult politikai zűrzavar közvetlenül a harmincéves háborút előlegezte meg, másfelől viszont az uralkodói tevékenységeit elhanyagolva a művészetek, különösen a manierizmus nagy pártfogója volt, valamint ő maga is festett, továbbá alkímiával és csillagászattal is foglalkozott, a kor leghíresebb csillagászait, köztük Tycho Brahet és Johannes Keplert hívta udvarába, közvetve támogatva ezzel a tudományos forradalmat.
Egy jóslat miatt, amely szerint fia fogja letaszítani a trónról, Rudolf sosem házasodott meg, ágyasaitól azonban több törvényen kívüli gyermeke is született, köztük Don Julius Caesar D’Austria.

## Ifjúkora

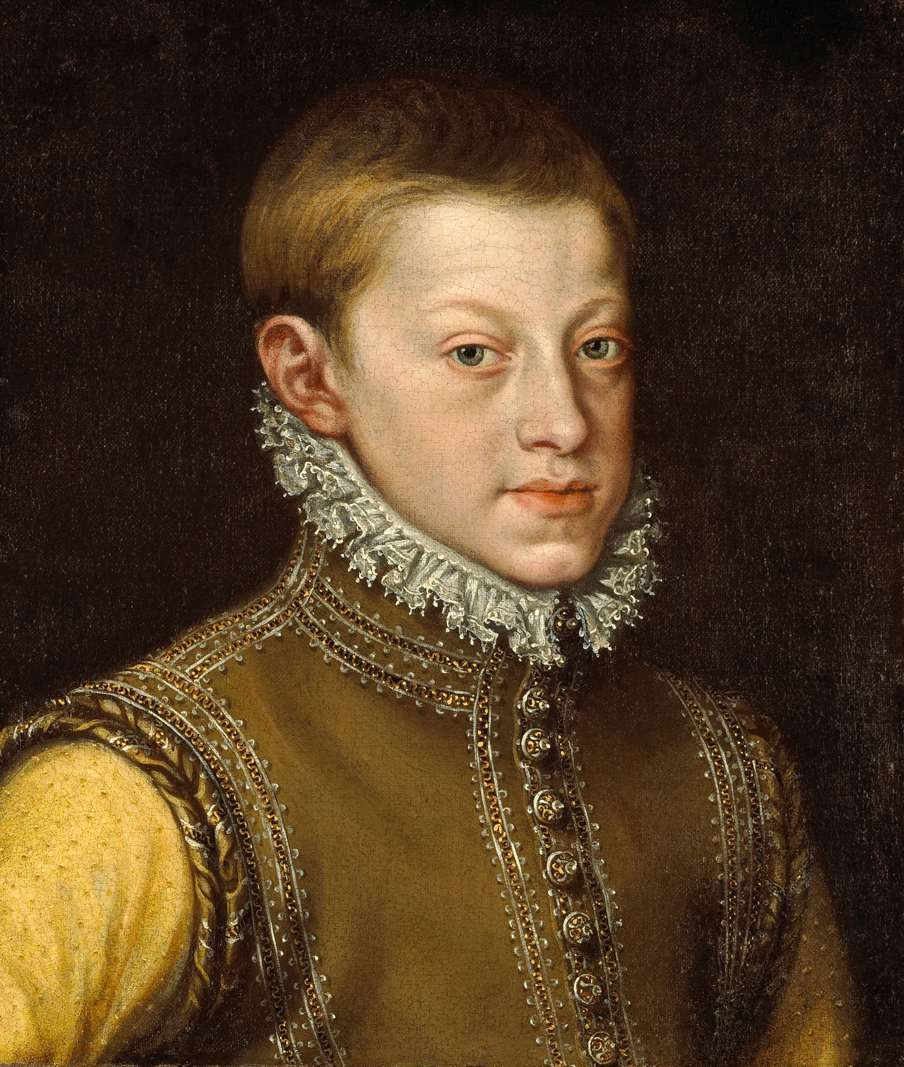
Rudolf ifjúkori portréja a spanyol királyi udvarban tartózkodása idején 1566/67 körül, a spanyol Alonso Sánchez Coello olajfestményén

Apja a Habsburg ház osztrák ágából származó II. Miksa német-római császár, magyar és cseh király volt, apai nagyszülei pedig I. Ferdinánd német-római császár, magyar és cseh király és Jagelló Anna magyar és cseh királyi hercegnő voltak. Édesanyja a Habsburg ház spanyol ágából származó Mária spanyol infánsnő volt, anyai nagyszülei pedig V. Károly német-római császár és spanyol király és Avis Izabella portugáliai infánsnő voltak. Rudolf felnőttkort megélt testvérei között van Anna főhercegnő, aki spanyol királyné lett, Ernő főherceg, aki a Spanyol-Németalföld kormányzója volt, Erzsébet főhercegnő, aki házassága révén francia királyné lett, Mátyás főherceg, aki később Rudolfot követte a trónon, és Miksa főherceg, aki a Német Lovagrend nagymestere lett.
Ifjúkorát 1563 és 1571 között, azaz tizenegytől tizenkilenc éves koráig a spanyol királyi udvarban, anyai nagybátyjánál, II. Fülöpnél töltötte. Bécsbe való visszatértekor apja, Miksa aggodalmát fejezte ki, amiért Rudolf átvette a szerinte a spanyol Habsburgokra jellemző merev, konzervatív, mélyen katolikus irányt, amely szerinte az osztrák ágra, és Miksára magára, nem jellemző. Rudolf később szakított is apja toleranciájával a protestantizmus felé, és az ellenreformációt támogatta. Mindezek ellenére spanyol anyja őt udvarias és kifinomult fiatalembernek látta.

## Uralkodása

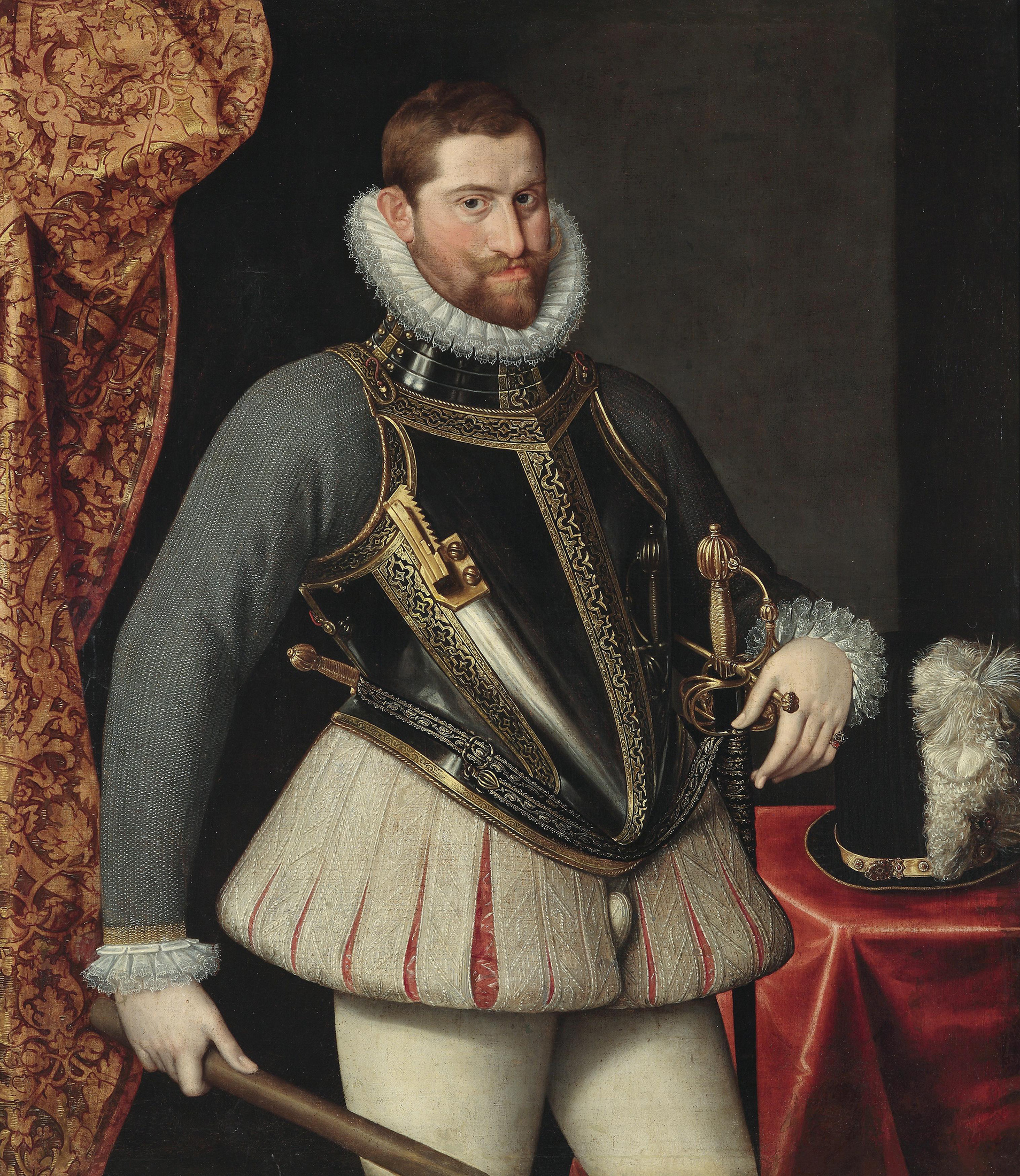
A császárkirály Martino Rota dalmát festő alkotása

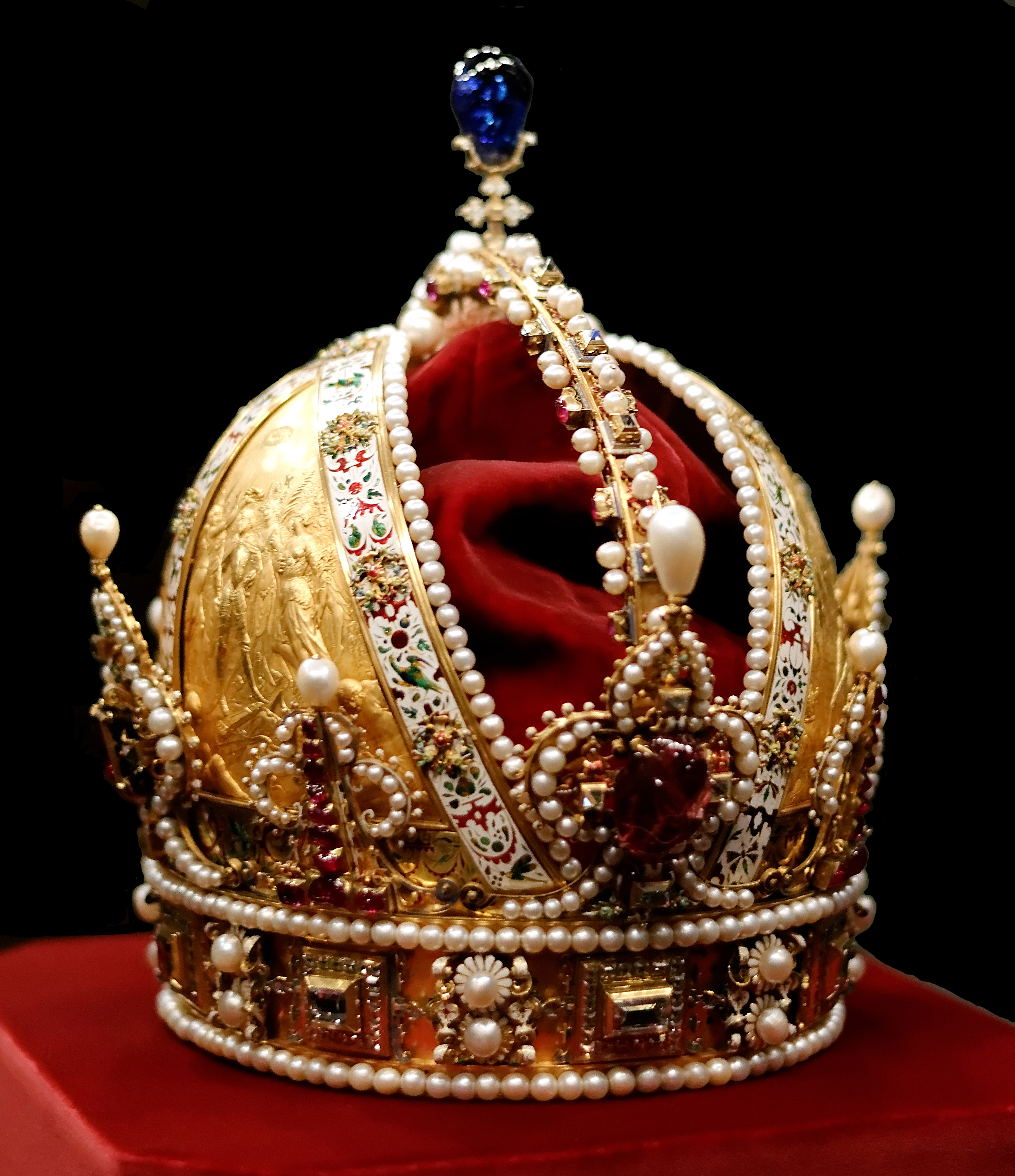
Rudolf koronája, amely később az osztrák császári koronává vált

Apja halálával „automatikusan” szállt tovább rá a császári és a magyar és cseh királyi cím, ugyanis Rudolfot Miksa még életében ifjabb magyar királynak választotta és koronáztatta 1572. szeptember 26-án Pozsonyban, majd ifjabb cseh királlyá 1575. szeptember 22-én Prágában, az ifjabb német királyi címet pedig 1575. november 1-én szerezte meg Regensburgban, apja 1576. október 12-én bekövetkezett halálával pedig a német-római császári és az osztrák uralkodói főhercegi címet is megszerezte. Az új uralkodó azonban nem váltotta be a hozzá fűzött reményeket. Már rögtön uralma kezdetén tudtára adta a magyar, a cseh, a morva és egyéb rendeknek, hogy nem kíván az ország ügyeivel foglalkozni. Ezt bizonyítja az a lépése, hogy országai mindegyik részébe valamelyik testvérét vagy rokonát nevezte ki helyettesének, helytartójának. Magyarországra idősebbik öccsét, Ernő főherceget, horvátországi- és szlavóniai kormányzónak pedig ifjabbik öccsét, Miksa főherceget neveztette ki (1578. évi XV. tc). Rudolf egész életére megmaradt egy titokzatos, nehezen kiszámítható, utazni nemigazán szerető embernek, akit sokkal inkább érdekeltek többek között a tudományok, az okkultizmus és a csillagászat, mint a birodalom mindennapi politikai ügyei. Számos személyes hobbija volt, mint például az egzotikus állatok, az órák és az antik régiségek gyűjtése. A reneszánsz művészetek iránti vonzalmának hatására vette körbe magát olyan híres manierista művészekkel, mint amilyen Bartholomeus Spranger vagy Giuseppe Arcimboldo is. Emellett olyan tudós, alkimista és csillagász embereket is fogadott udvarában, mint Tycho Brahe, Johannes Kepler, Edward Kelley és John Dee is. Rudolf korából, a császárkirályt körbelengő pletykákból és legendákból táplálkozik a Prága városát máig körbelengő misztikus atmoszféra. A prágai vár egyik turistalátványossága ma is az Alkimisták utcája, ahol a legendák szerint Rudolf találkozott Löw rabbival, a legendabeli Gólem megalkotójával is. A mondák szerint Rudolf törpéket gyűjtött maga köré és óriásokból állított ki egy csapatot hadseregében.  Hajlamos volt a melankóliára, a depresszió egy fajtájára, sőt időnként őrületrohamok jöttek rá (egyik udvari orvosa Jeszenszky János volt), ami sok alkalmat adott a család tagjainak, hogy a császári ügyekbe avatkozzanak.
Ezt bizonyítja öccse, Mátyás főherceg tevékenysége is. 1595-ben meghalt apai nagybátyjuk, II. Ferdinánd osztrák főherceg, akinek rangon aluli házasságából csak az uralkodásra joggal nem bíró fiai voltak, elő-ausztriai és tiroli területeire Rudolf tarthatott volna jogos igényt, de az uralkodást átengedte öccsének, Mátyásnak, aki feleségül vette II. Ferdinánd törvényes leányát. Mátyás hatalomvágyó politikus volt. Rudolf hatalma királyságai fölött az ő kezébe került át, miután a császár rá akarta kényszeríteni a római katolicizmust a magyarokra, de azok 1604-ben Bocskai István vezetésével és az Oszmán Birodalom támogatásával felkeltek ellene, és két éven át tartó szabadságharcot folytattak, meggyengítve Rudolf hatalmát. 1608-ban Mátyás arra kényszerítette Rudolfot, hogy átadja neki Magyarországot, Ausztriát és Morvaországot. Rudolf, hogy legalább a cseh nemesek támogatását megőrizze, 1609-ben királyi chartát bocsátott ki, a „Majestät”, amely garantálta a vallásszabadságot az előkelők és a városok számára. Ennek ellenére 1611-ben Csehországot is át kellett adnia fivérének. Hét évvel később megkezdődött a vallási okokból kitört, de valójában a Habsburg-ház európai hatalma elleni harmincéves háború. Marczali Henrik a Nagy képes világtörténet sorozatában így ír róla: A minden országától megfosztott fejedelem keserüséggel szivében fordult a német birodalmi gyűléshez (1611 november hó), hogy ne hagyják el vénségében, gondoskodjanak rangjához illő ellátásáról. Itt sem ért czélt. Nyomorában a nép hagyománya szerint a megalázott fejedelem súlyos átkot mondott Prágára és Csehországra. Ez az átok teljesedésbe ment a harminczéves háború által. De Rudolf ezt már nem érte meg. Meghalt 1612 január 20-án. Mátyást azután egyértelmüleg megválasztották római császárnak és a csehek is elfogadták királyuknak, miután a felséglevelet megerősítette.

### Magyar belpolitikája
Kezdettől fogva a rendiség megtörésére, és az abszolutizmus bevezetésére törekedett. Nem engedte a rendiség fejének számító, és a rendek által választott nádori tisztséget betölteni, helyettük Bécsben kinevezett nádori helyettesek ültek a nádori székben (Nádasdy Tamás 1562-es halála után egészen 1608-ig üres volt a nádori szék). Támogatta az ellenreformációt, igyekezett gátat szabni a protestantizmus előretörésének. Ekkorra a magyar arisztokrácia nagy része már valamelyik protestáns valláshoz tartozott, (ecsedi Báthoriak, Nádasdyak, Thurzók, Illésházyak, Batthyányak, Perényiek, guthy Országhok stb.). Rudolf a tizenöt éves háború idején kiürült kincstár problémáját, a magyar arisztokrácia vagyonának megszerzésével próbálta enyhíteni. Felségsértési és felségárulási pereket zúdítottak a magyar bárók és vagyonosabb családok nyakába, általában fő- és jószágvesztéssel. Pereket indítottak a homonnai Drugethek, Rákóczi Zsigmond, Nádasdy Tamás (nem a nádor), Telekessy Mihály, az Alaghy, Balassa, Kállay stb. családok ellen. A leghírhedtebb az Illésházy-per volt. Ezek, s az elhúzódó háború, valamint a császári seregek pusztításai következtében kitört a Bocskai-felkelés, amelynek a magyar rendi jogokat helyreállítandó, és sérelmeket orvosolandó célja volt.
Rudolf és öccse, Mátyás főherceg még csalásra is hajlandóak voltak, a katolikus vallás védelmében, és a protestantizmus háttérbe szorítása érdekében. 1604-ben megtartott országgyűlés végén a rendek tudta nélkül beillesztettek egy hamis, az országgyűlés által nem tárgyalt törvénycikket a többi közé, amely kimondta, hogy ezentúl vallási ügyekben ne lehessen az országgyűlésen felszólalni, súlyos büntetés terhe mellett (1604. évi XXII. tc). Rudolf nem érte el célját, 1606-ban megkötötték a bécsi békét, amelyben visszaállították a rendi jogok egy részét. Mint elődei, ő is törekedett Erdély megszerzésére, amelyre a tizenöt éves háború alatt sor is került, bár nem hosszú időre, de ezalatt a Báthory István alatt felvirágzott Erdély teljesen tönkrement. Rudolf császár uralma vért és pusztulást hozott Erdélyre.
Az 1600-as évekre Rudolf elmebaja kiteljesedett. 1598-tól elmeállapota fokozatosan romlott, „őrülési rohamok gyötörték, s dühöngése rettenetes kitörésekben nyilvánult. Szolgáit ütötte, verte, sőt magamagát is meg akarta ölni. Azt hitte, hogy megbabonázták, s az ördögöt idézte, hogy végre már elvigye”. Az államügyekkel egyre kevésbé foglalkozott, akadályozta a munkát, kedélyállapota teljesen kiszámíthatatlanná vált, sokszor nem is tudta hol van, őrjöngött, ellenséget látott mindenkiben, ráadásul élete vége felé alkoholista is lett. Viselkedése tűrhetetlenné, a változtatás elkerülhetetlenné vált. 1608-ban Mátyás főherceg határozott lépést tett: erőszakkal lemondatta Rudolfot a magyar trónról, és orvosolta a magyar rendek sérelmeit. A következő években helyreállította a rendi dualizmust (1608–1671). Rudolf lemondatása után a magyar főurak a vármegyékkel azonnal tudatták az örömhírt: „immár ezután császár ő felsége Magyarországhoz semmi közit nem ártja.”

## A török kérdés
1578-ban áttette székhelyét Bécsből Prágába (valószínűleg a török előretörés miatt), azt téve meg a Német-római Birodalom székhelyévé is (lévén német-római császár). Magyarországra trónra kerülése után kétszer jött el, 1578-ban, és 1583-ban megtartott országgyűlésre (bár a magyar rendek kérték Rudolfot, tartózkodjon többet Magyarországon – 1582. évi VIII. törvénycikk), ott azonban olyan heves viták, kritikák fogalmazódtak meg a kormányzattal szemben, hogy Rudolf soha többé nem jött Magyarországra. A törökkel igyekezett fenntartani a viszonylagos békét (Drinápolyi béke (1568)) (amely a valóságban háború volt, csupán a nagy hadseregek felvonulása és csaták szüneteltek, az ország továbbra is pusztult a portyázások, dúlások, fosztogatások és csetepaték következtében), amely sikerült is 1591-ig. Erre ösztönözte a kincstár siralmas helyzete, amely ekkor milliós (1578-ban 11 millió forint) adóssággal küszködött. A béke fenntartására intette a kormányzatot Schwendi Lázár, és Rueber János észak magyarországi főkapitányok is, arra hivatkozva, hogy a birodalom nincs felkészülve egy nagy török ellenes háborúra. 1591-ben aztán eljött a pillanat, hogy a bécsi-prágai kormányzat kénytelen volt magát rászánni a törökellenes háborúra, amelyet a VIII. Kelemen pápa által összehozott Szent Liga (1593) is támogatott. A tizenöt éves háború nem hozott átütő sikert, egy-két város és erősség cserélt gazdát, az ország viszont rengeteget szenvedett. A háborút a zsitvatoroki béke zárta le. A bécsi kincstár óriási adósságot halmozott fel, II. Rudolf utódjára 30 millió rajnai forint adósságot hagyott örökségül. A 15 éves háború egyes éveiben a kiadások évi 5 millió forintra is rúgtak, így általánossá vált az évi 800 ezer-1,5 milliós költségvetési deficit. amelyeket csak hitelből sikerült többé-kevésbé előteremteni, a különböző segélyek mellett. A bevétel az 1570-es években 2-2,5 millió rajnai forint volt. A spanyol Habsburgok még ennél is nagyobb adósságot halmoztak fel ott a 40 milliót is elérte az összeg. Ez alapján megállapítható, hogy az államadósság állomány a bevételhez viszonyítva megütötte az 1500%-ot is.

## Titulusai

### Címei
Örökös címei:
- Ausztria főhercege
- Habsburg fejedelmi grófja
- Német, magyar és cseh királyi herceg

Magyarország királya mint Rudolf: 1576. október 12. – 1608. június 25.
- Horvátország, Dalmátország, Szlavonország, Ráma, Szerbország, Galiczia, Lodoméria, Kunország, Bolgárország királya

koronázása: Szent Márton-dóm, Pozsony, 1572. szeptember 26.
Csehország királya mint II. Rudolf: 1576. október 12. – 1611. március 11.
koronázása: Szent Vitus-székesegyház, Prága, 1575. szeptember 22.
A Szent Német-római Birodalom császára mint II. Rudolf: 1576. október 12. – 1612. január 20.
- Német király: 1575. október 27. – 1612. január 20.

koronázása: Szent Péter-katedrális, Regensburg, 1575. november 1.
Ausztria uralkodó főhercege mint V. Rudolf: 1576. október 12. – 1608. június 25.

### Címerei
|                                                  |                                                                 |                                                         |                                                        |
| Rudolf címere mint a rómaiak királya (1575–1612) | Rudolf aranypajzsos címere mint német-római császár (1576–1612) | Rudolf középcímere mint német-római császár (1576–1612) | Rudolf nagycímere mint német-római császár (1576–1612) |